# Armaan Malik
Armaan Malik (in hindī अरमान मलिक; Mumbai, 22 luglio 1995) è un cantante indiano.

## Biografia
Seppur abbia messo in commercio il suo primo album in studio Armaan nel 2014 sotto l'Universal Music India, è salito al grande pubblico soltanto nel corso dell'anno seguente, dopo aver inciso brani per le colonne sonore dei film Hero e Hate Story 3; riuscendo ad ottenere due Global Indian Music Academy Awards. Nel 2016 ha ricevuto il suo terzo Global Indian Music Academy Award per mezzo di Main hoon hero tera e ha imbarcato la sua prima tournée Armaan Malik World Tour 2016. È inoltre divenuto il più giovane artista a conseguire il ruolo di coach nell'ambito dell'adattamento indiano di The Voice.
Grazie alla popolarità riscontrata nell'arco del 2020 ha trionfato agli MTV Europe Music Awards nella categoria di miglior artista indiano, riconoscimento vinto anche nell'edizione del 2022.

## Discografia

### Album in studio
- 2014 – Armaan
- 2023 – Only Just Begun

### Album dal vivo
- 2018 – MTV Unplugged Season 7

### Raccolte
- 2017 – Bollywood Romantic Songs with Armaan Malik
- 2017 – Love Does: Armaan Malik
- 2020 – Best of Armaan Malik: The Ultimate Sandalwood Collection
- 2020 – Sandalwood Singer's Corner - Haricharan and Armaan Malik (con Haricharan)
- 2023 – Armaan Malik Super Hit Songs

### Singoli
- 2015 – Main hoon hero tera
- 2015 – Main rahoon ya na rahoon
- 2016 – Pyaar manga hai (con Neeti Mohan e Abhijit Vaghani)
- 2016 – Un kadhal irundhal podhum (con Leon James e Shashaa Tirupati)
- 2017 – Aaja na Ferrari mein
- 2017 – Kehta hai pal pal (con Shruti Pathak)
- 2017 – Uff yeh noor
- 2017 – Kaun tujhe & kuch toh hai Mashup
- 2017 – Paas aao (con Prakriti Kakar)
- 2017 – Barfani
- 2017 – Tere mere
- 2017 – Khali khali dil (con Payal Dev e Raaj Aashoo)
- 2018 – Ninnila (con Thaman S.)
- 2018 – Beat Juunglee (con Tanishk Bagchi e Prakriti Kakar)
- 2018 – Ghar se nikalte hi
- 2018 – Beautiful Love (con Vishal & Shekhar e Chaitra Ambadipudi)
- 2018 – Nodivalandava (con Shreya Ghoshal)
- 2018 – Ready to Move
- 2018 – Padi padi leche (con Sinduri Vishal e Vishal Chandrashekar)
- 2018 – Ninna raja naanu, nanna rani neenu (con Anup Rubens)
- 2018 – Yemainado (con Thaman S.)
- 2019 – Ektu jayga dena (con Jeet Gannguli feat. Dev & Rukmini Maitra)
- 2019 – Nagabeda ande naanu (con Prasad K Shetty e Shwetha Prabhu)
- 2019 – Tootey khaab
- 2019 – Aaj se pehle
- 2019 – Hawaa banke (con Hitesh Modak)
- 2019 – Shaamein
- 2019 – Hawaa banke jo tu aaye (con Hitesh Modak)
- 2019 – Ninne ninne (con Yamini Ghantasala e Sricharan Pakala)
- 2019 – Buttabomma (con Thaman S.)
- 2020 – Kannalle kannalle (con Manikath Kadri)
- 2020 – Jaane na dunga kahin (con Yash Narvekar)
- 2020 – Kyun judaa (con Yash Narvekar)
- 2020 – Yaare yaare (con Arjun Janya)
- 2020 – Idera sneham (con Anup Rubens)
- 2020 – Control
- 2020 – Humein tumse pyaar
- 2020 – No pelli (con Thaman S.)
- 2020 – Next 2 Me
- 2020 – Zara thehro (con Tulsi Kumar)
- 2020 – Beech raaste (con Salim-Sulaiman e Nikhita Gandhi)
- 2020 – How Many
- 2020 – Veham
- 2021 – Guche gulabi (con Gopi Sundar)
- 2021 – Yaare yaare (feat. Arjun Janya)
- 2021 – Hey manasendukila (con Pravin Lakkaraju e Ramya Behara)
- 2021 – Kolo kolanna kolo (con Harini Ivvaturi e Sri Krishna)
- 2021 – Kanti papa (con Deepu e Thaman S.)
- 2021 – Main hoon na tere saath
- 2021 – Koi jaane na (con Tulsi Kumara)
- 2021 – Neelambari (con RR Dhruvan)
- 2021 – Echo (con Eric Nam e KSHMR)
- 2021 – Eppa paarthaalum (con Hiphop Tamizha)
- 2021 – Ambaari prema (con Raghavendra BS e Mridula Warrier)
- 2021 – Sukumaari
- 2021 – Tum aaogey
- 2021 – Teri aankhon mein (con Prajakta Shukre e G. V. Prakash Kumar)
- 2021 – Mujhe pyaar pyaar hai (con Shreya Ghoshal)
- 2021 – Vaanil pogum megham (con Krishna Kishor e Chinmayi Sripaada)
- 2021 – Barsaat
- 2021 – Davva davva (con Arjun Janya)
- 2021 – Nallareni kalladhaanaa (con Osho Venkat)
- 2022 – You
- 2022 – Nakhrey nakhrey